# 井上雄紀
井上 雄紀（いのうえ ゆうき、1965年 - ）は、日本のロボット工学者・情報工学者。大阪工業大学ロボティクス＆デザイン工学部ロボット工学科教授。博士（工学）（神戸大学）。中之島ロボットチャレンジ2020実行委員長。つくばチャレンジ2020実行委員会委員。ロボカップ日本委員会主催RoboCup@Home Education2020幹事。
専門は、ロボット工学（特に自律走行ロボット）・制御システム、知覚情報処理（AI含む）。

## 経歴
1987年神戸大学工学部計測工学科卒業。1989年同大学大学院工学研究科計測工学専攻修士課程修了。1992年同大学大学院自然科学研究科知能科学専攻博士課程単位取得満期退学修了。のちに、博士（工学）（神戸大学）。1992年神戸大学総合情報センター助手などを経て、1996年大阪工業大学情報科学部情報処理学科講師。2017年同大学ロボティクス＆デザイン工学部ロボット工学科に着任。2025年現在、同学科教授。
主な所属学会は、日本ロボット学会、人工知能学会、情報処理学会、システム制御情報学会、計測自動制御学会など。
主な受賞は、人工知能学会賞、経済産業省NEDO理事長賞、内田論文賞など。主な著書は、「Cプログラミングへの第一歩」（共著、ムイスリ出版2009、学術書）など。

## 主な研究
- 自律移動ロボットにおける全方位カメラを用いた物体認識
- ロボットマニピュレータによる遠隔操作に関する研究
- 巻き込みコーシー分布を用いた3次元人工ポテンシャル法の開発
- 機械故障を含むフレキシブルジョブショップ問題(JSP)に対するロバストスケジューリング戦略
- ダイナミックスケジューリング形式化のための基礎的研究

指導する大阪工業大学ロボット工学科学生メンバーのチーム「OIT-R」が、ロボカップジャパンオープン2020＠ホームのシミュレーションドメスティックスタンダードプラットフォーム(DSPL) リーグで優勝している。
また、自律走行型移動ロボット(AMR)による先端技術実験コンテスト「つくばチャレンジ」やその関西版である「中之島ロボットチャレンジ」にも同大学情報科学部と共同で研究室学生への参加支援を行っている。